# Mănăstirea Montserrat
Mănăstirea Montserrat este o mănăstire benedictină din Catalonia, de-a lungul timpului un important centru cultural și religios catalan. Biserica mănăstirii este dedicată Maicii Domnului, cu un cult deosebit pentru Fecioara din Montserrat⁠(en)[traduceți], numită în popor La Moreneta („Brunețica”). Devoțiunea legată de Montserrat a cunoscut o popularitate atât de mare, încât Maria de Montserrat a ajuns să fie folosit ca prenume în toată zona Barcelonei (ex. Montserrat Caballé).